# واترفرانت (مجموعه تلویزیونی)
واترفرانت یک مجموعه تلویزیونی در ژانر درام جنایی آمریکایی ساخته کوین ویلیامسون است که در ۱۹ ژوئن ۲۰۲۵ از شبکه نتفلیکس پخش شد.

## بازیگران و شخصیت‌ها

### اصلی
- هولت مک‌کالانی در نقش هارلان باکلی
- ملیسا بنویست در نقش بری باکلی، دختر هارلان و بل که حضانت پسر نوجوانش را از دست داد
- جیک ویری در نقش کین باکلی، پسر هارلان و بل و برادر کوچکتر بری
- رافائل ال. سیلوا در نقش شان وست، متصدی بار تازه استخدام شده در رستوران و بار ساحلی باکلی‌ها که بعداً مشخص شد پسر هارلان از رابطه نامشروعش با مادرش، ببه، است.
- هامبرلی گونزالس در نقش جنا تیت، روزنامه‌نگاری که گذشته عاشقانه‌ای با کین داشته و حالا برای مراقبت از پدر بیمارش به شهر بازمی‌گردد
- دانیل کمبل در نقش پیتون باکلی، همسر کین
- بردی هپنر در نقش دیلر هاپکینز، پسر نوجوان بری
- ماریا بلو در نقش بل باکلی، همسر هارلان

## تولید

### توسعه
در ۱۵ مه ۲۰۲۴، نتفلیکس سفارش ساخت سریال واترفرانت را داد. این سریال توسط کوین ویلیامسون ساخته شده است که انتظار می‌رود در کنار بن فاست، تهیه‌کننده اجرایی آن نیز باشد. شرکت‌های تولیدی که در تولید این سریال مشارکت دارند، یونیورسال تله‌ویژن و آوتربنکس انترتینمنت هستند. ویلیامسون همچنین به عنوان شورانر این مجموعه نیز فعالیت می‌کند. چهار ماه بعد، انتظار می‌رفت مارکوس سیگا دو قسمت اول را کارگردانی کند و به عنوان تهیه‌کننده اجرایی به سریال اضافه شود.

### بازیگران
در تاریخ اوت ۲۰۲۴، هولت مک‌کالانی و ماریا بلو برای بازی در این فیلم انتخاب شدند. در ۱۸ سپتامبر ۲۰۲۴، ملیسا بنویست، جیک ویری، رافائل ال. سیلوا، هامبرلی گونزالس، دانیل کمبل و بردی هپنر به عنوان بازیگران ثابت سریال به جمع بازیگران پیوستند، در حالی که مایکل گستن و جراردو سلاسکو در نقش‌های تکراری به جمع بازیگران پیوستند. در اکتبر ۲۰۲۴، توفر گریس و اندرو کال برای ایفای نقش‌های تکراری انتخاب شدند. در ۴ نوامبر ۲۰۲۴، دیو آنابل نیز به جمع بازیگران پیوست.

### فیلمبرداری
فیلمبرداری اصلی این مجموعه بین ماه اوت و دسامبر ۲۰۲۴ در ویلمینگتون و ساوت‌پورت، کارولینای شمالی انجام شد.

### موسیقی
در ۲۳ مه ۲۰۲۵، مشخص شد که جان فریزل موسیقی این سریال را ساخته است. موسیقی متن این مجموعه به صورت دیجیتالی توسط Lakeshore Records در تاریخ ۲۰ ژوئن ۲۰۲۵ منتشر شد.

## انتشار
مجموعه واترفرانت در ۱۹ ژوئن ۲۰۲۵ با هر هشت قسمت منتشر شد.